# Avril 1879

## Événements
- 5 avril, guerre du Pacifique : le Chili déclare la guerre au Pérou.
- 25 avril : Sir William Wilfred Sullivan devient premier ministre de l'Ile-du-Prince-Édouard, remplaçant Sir Louis Henry Davies.

## Naissances
- 2 avril : Emma Leroux de Lincy, artiste peintre française (° 26 février 1807)
- 4 avril : Jean-Baptiste Thibault, missionnaire au Manitoba.
- 26 avril :
  - Alfred James Witzell, homme politique canadien
  - Eric Campbell (mort le 20 décembre 1917), acteur américain
  - Nikolaï Ievguenievitch Lanceray (mort le 6 mai 1942), architecte russe
  - Owen Willans Richardson (mort le 15 février 1959), physicien britannique

## Décès
- 3 avril : Olmar Kingsley, voltigeur équestre américain (° 1840).
- 26 avril :
  - Édouard-Léon Scott de Martinville (né le 25 avril 1817), inventeur français
  - Carlo Luigi Morichini (né le 21 novembre 1805), prélat catholique
  - Wilhelm Ténint (né le 20 mai 1817), écrivain français